# Единый фронт национального спасения Кампучии
Еди́ный фронт национа́льного спасе́ния Кампучи́и (аббр. ЕФНСК; часто упоминается просто как Фронт Спасе́ния либо как FUNSK от фр. Front Uni National pour le Salut du Kampuchéa) — организация времен кампучийско-вьетнамского конфликта 1978—1979 гг., объединившая собой ряд провьетнамских и антиполпотовских сил и провозгласившая борьбу против диктаторского режима «красных кхмеров».

Флаг ЕФНСК, выбрал флаг на красном фоне с силуэтом Ангкор-Вата с пятью желтыми шпилями, объявив его флагом Народная Республика Кампучия.

## История
ЕФНСК был основан 2 декабря 1978 года в провинции Кратьэх, что на границе с Вьетнамом. На учредительном съезде присутствовали семьдесят камбоджийских диссидентов, поставивших перед собой задачу свергнуть режим Пол Пота. Председателем новой организации стал Хенг Самрин. В течение нескольких недель влияние организации широко распространилось на приграничные районы. ЕФНСК стал основной военно-политической организацией, оказавшей поддержку вьетнамским властям и узаконившей вьетнамскую интервенцию в Камбоджу. Следствием этого сотрудничества стало падение режима «красных кхмеров» и создание нового государства — Народной Республики Кампучия. Впоследствии организация неоднократно меняла своё название, адаптировалась к различным историческим реалиям в Камбодже.
Центральный комитет ЕФНСК состоял из 15 членов, где Хенг Самрин являлся председателем, Чеа Сим — вице-президентом, Рос Самай — генеральным секретарем. Спустя два года после освобождения Пномпеня, в 1981 году, организация была переименована в Единый фронт национального строительства и обороны Кампучии (фр. Front d'union pour l'édification et la défense de la patrie du Cambodge — UFCDK). В последующие годы организация играла важную роль в политической жизни страны, а её статус был определен в конституции НРК.

## Цели
Цель создания Единого фронта национального спасения Кампучии состояла в свержении режима «красных кхмеров»

## Подразделения
- Федерация профсоюзов Кампучии
- Народно-революционный союз молодежи Кампучии
- Ассоциация революционной молодежи Кампучии
- Пионерская организация Кампучии
- Революционная ассоциация женщин Кампучии